# Suzanne Davit
Suzanne Davit (París, 1897 - Barcelona, 1973) va ser artista i il·lustradora científica en una època en què l'art i la ciència formaven part d'un món eminentment masculí; en què la botànica catalana intentava créixer amb la força dels seus promotors com a única energia. L'artista va treballar als anys quaranta a l'Institut Botànic de Barcelona, on encara es conserven 397 làmines que hi va produir.

## Biografia
Suzanne Davit va néixer a París el 1897, on va estudiar a l'Académie Colarossi, però el 1917 es va instal·lar a Barcelona on va trobar l'ambient i el suport necessari per tirar endavant les seves passions: la natura i la il·lustració. Però no havia de ser fàcil: va fugir de la Primera Guerra Mundial, va passar una guerra civil i dues dictadures, era dona i volia introduir-se en el difícil món de l'art i la ciència. Però els cercles artístics li van respondre, va trobar el seu lloc en algunes entitats com l'Agrupació d'Aquarel·listes de Catalunya on va exposar durant tota la seva vida, i els científics van incorporar-la en les seves reunions, algunes publicacions i, en el cas de l'Institut Botànic de Barcelona, del qual fou conservardora entre 1956 i 1968, on va fer importants sèries d'aquarel·les de fongs i plantes superiors. També va treballar per l'Institut d'Investigacions Pesqueres, liderat pel doctor Francisco García del Cid, que va passar a ser l'Institut de Ciències del Mar, al barri de la Barceloneta, a partir de 1987. Per a aquesta entitat va fer aquarel·les de peixos, crustacis i mol·luscs.

## Trajectòria artística
A partir dels anys trenta, Suzanne Davit va participar activament en nombroses exposicions a Barcelona. Entre 1930 i 1936 va mostrar obra a l'exposició que l'Agrupació d'Aquarel·listes de Catalunya organitzava anualment, primer a la Sala Parés i a partir de 1932 a les Galeries Laietanes. També va presentar les seves aquarel·les a cadascuna de les edicions de l'Exposició de Primavera, des del 1932 fins al 1936. A la de l'any 1932 hi va exposar les obres Violetes, Fruites i vi i Bujacs; a la del 1933, l'obra L'olla; a la del 1934, una natura morta; a la del 1935 un estudi; i a la del 1936, l'obra Flors.
També consta una exposició individual de flors, natures mortes i paisatges a la galeria La Pinacoteca de Barcelona, l'any 1933. Després de la Guerra Civil va participar en l'Exposició Nacional de Belles Arts de Barcelona amb quatre dibuixos i a la de Madrid del 1945.
Suzanne Davit va realitzar litografies tant per exposar i vendre a particulars, com perquè fossin reproduïdes en publicacions i il·lustracions. De les primeres en feia una tirada curta que, amb posterioritat al seu gravat, pintava a mà per tal d'augmentar-ne el valor. Aquestes litografies segueixen la línia de dibuix naturalístic que predomina en tota la seva obra. Normalment són composicions florals d'una mida considerable; algunes superen els 50x40 cm. Les litografies destinades a la reproducció en llibres són de factura més artística i senzilla, i s'adapten al text al qual acompanyen. En alguns casos i en edicions especials de tirades curtes, aquestes litografies són pintades a mà per la mateixa autora.
Va il·lustrar els llibres Botànica pintoresca (1956) i Plantas medicinales (1961) del botànic Pius Font i Quer.